# Mamb
Mamb est un village de la région du Centre du Cameroun. Localisé dans l'arrondissement (commune) de Ngog-Mapubi et le département du Nyong-et-Kéllé, il est situé sur la route nationale qui lie la capitale du pays, Yaoundé (environ 70 km), et Douala (170 km).

## Géographie

### Localisation
Localisé à 38° 51′ 00″ N et 10° 96′ 66″ E, le village de Mamb est limitrophe avec les villages Omog, Tayap, et Ngoung. Le village de Mamb est situé à environ 70 km environ de Yaoundé sur la route nationale no 3 Douala-Yaoundé.

### Climat
Mamb bénéficie d'un climat humide de type équatorial à quatre saisons : deux saisons sèches et deux saisons pluvieuses. La grande saison des pluies a lieu entre août et octobre, et la petite saison des pluies de mars à mai. La grande saison sèche a lieu de novembre à février et la petite saison sèche en juin-juillet. La station météorologique la plus proche est celle d’Eséka. La température moyenne annuelle est de 24,6 °C. La pluviométrie varie entre 1 500 et 2 500 mm de pluie par an.

## Histoire
Comme tous les villages environnants, le village de Mamb fait partie des bastions de la résistance nationaliste en pays Bassa menée par Ruben Um Nyobé. D'après l'historien Achille Mbembe, le village de Mamb comptait depuis 1956 une dizaine de ses paysans engagés dans la résistance en brousse. Le chef Ngué Bambè était discret sur cette activité.

## Administration et politique
Mamb est une chefferie de troisième degré. Les partis politiques présents dans le village de Mamb sont: Rassemblement Démocratique du Peuple Camerounais et l'Union des Populations du Cameroun.

## Population et société

### Démographie
Mamb comptait 496 habitants lors du dernier recensement de 2005. La population est constituée pour l’essentiel de Bassa.

### Services sociaux de base
Le village de Mamb dispose d'un collège d'enseignement Secondaire (CES), et d'une école publique.